# Kněžství v katolické církvi

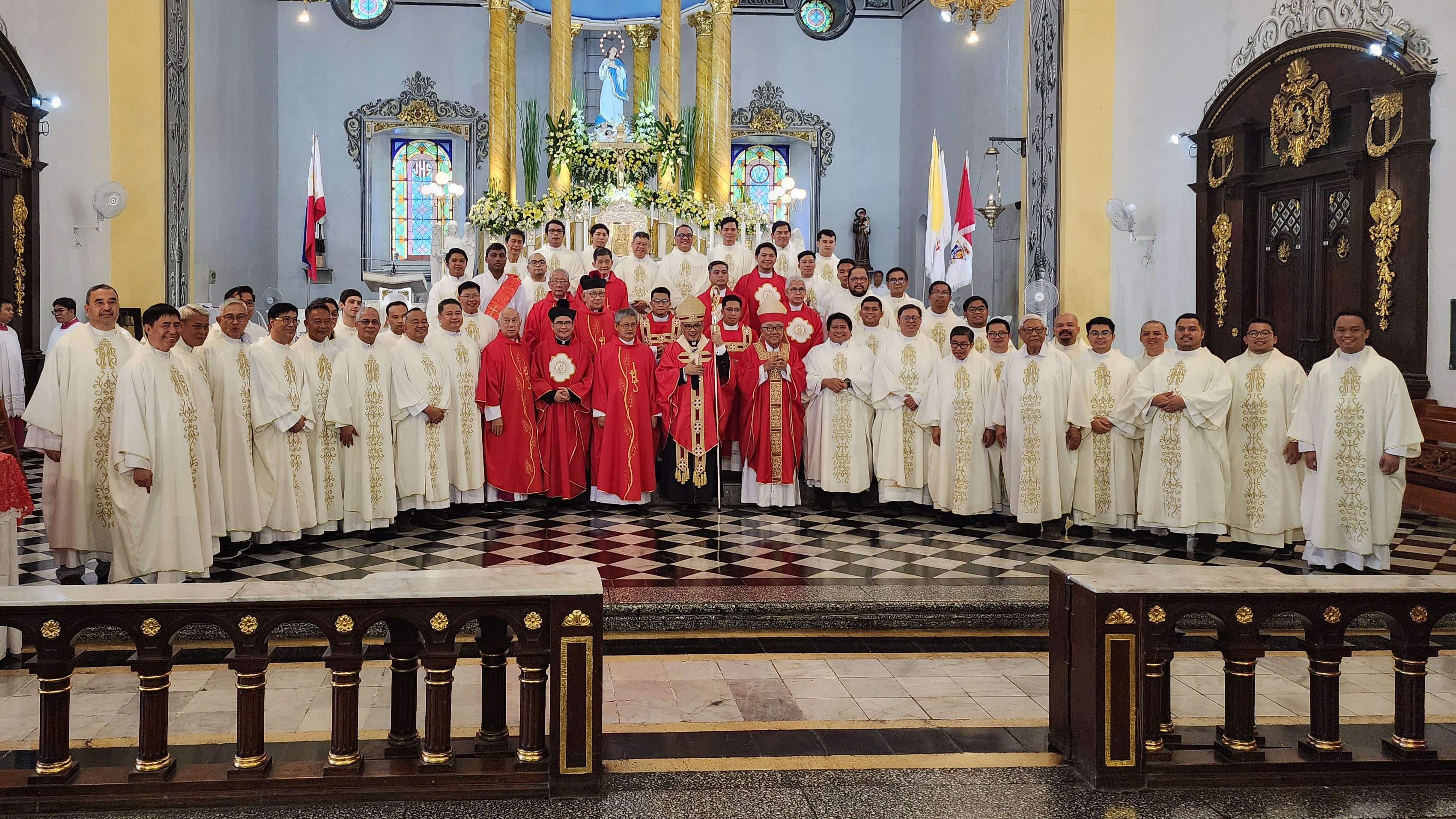
Skupina kněží se dvěma biskupy ve městě Batangas, Filipíny, 2024

Kněžství v katolické církvi je úřad služebníků náboženství, kteří byli pověřeni („vysvěceni“) svěcením katolické církve. Technicky vzato jsou kněžsky vysvěceni také biskupové; v laickém pojetí se však knězem rozumí pouze presbyteři. Patří mezi ně i faráři a ostatní farní kněží. V církevním učení se také někdy hovoří o všech pokřtěných (laických) členech jako o „všeobecném kněžství“, což může být zaměňováno se služebným kněžstvím vysvěceného kléru.
Církev má odlišná pravidla pro kněze v latinské církvi – největší katolické církvi – a ve 23 východních katolických církvích. Zejména kněží v latinské církvi musí složit slib celibátu, zatímco většina východních katolických církví povoluje svěcení ženatých mužů. Jáhni jsou muži a obvykle patří k diecéznímu kléru, ale na rozdíl od téměř všech kněží latinské církve (západní katolíci) a všech biskupů z východního nebo západního katolicismu se mohou před vysvěcením na trvalého jáhna oženit jako laici. Kněžství je přístupné pouze mužům, ženy jsou vyloučeny. Katolická církev učí, že když se muž účastní kněžství po svátosti svěcení, jedná in persona Christi capitis, zastupuje osobu Krista.
V katolické církvi „latinská slova sacerdos a sacerdotium se používají pro obecné označení služebného kněžství, které sdílejí biskupové a presbyteři. Slova presbyter, presbyterium a presbyteratus označují kněze.“ Podle Annuario Pontificio 2016 bylo k 31. prosinci 2014 na celém světě 415 792 katolických kněží, včetně diecézních kněží i kněží v řeholních řádech. Kněz je běžně oslovován titulem „otec“ (pro katolického kněze z řad řádového kléru se používá zkratka P., pro diecézní kněze zkratka R.D.; v pro duchovního v některých dalších křesťanských církvích se používá zkratka Rev.).
Mezi katolíky žijící zasvěceným životem nebo mnišstvím patří jak vysvěcení, tak nevysvěcení. Institutem zasvěceného života neboli řeholníky či mnichy mohou být jáhni, kněží, biskupové nebo nevysvěcení členové řeholního řádu. Nevysvěcené členy těchto řádů nelze považovat za laiky v užším slova smyslu – skládají určité sliby a po složení slavnostního vyznání slibů se nemohou svobodně oženit. Všechny ženské řeholnice jsou nevysvěcené; mohou to být sestry žijící do jisté míry aktivně ve stavu komunitním nebo mnišky žijící v klášteře či jiném typu uzavřenosti. Mužští členové řeholních řádů, ať už žijí v řeholních komunitách nebo v klášterní klauzuře a jsou vysvěceni na kněze nebo jáhny, tvoří tzv. řeholní nebo řádový klérus, který se liší od diecézního neboli světského kléru. Ti vysvěcení kněží nebo jáhni, kteří nejsou členy nějakého řeholního řádu (sekulární kněží), nejčastěji slouží jako duchovní určitého kostela nebo v úřadu určité diecéze či v Římě.

## Historie

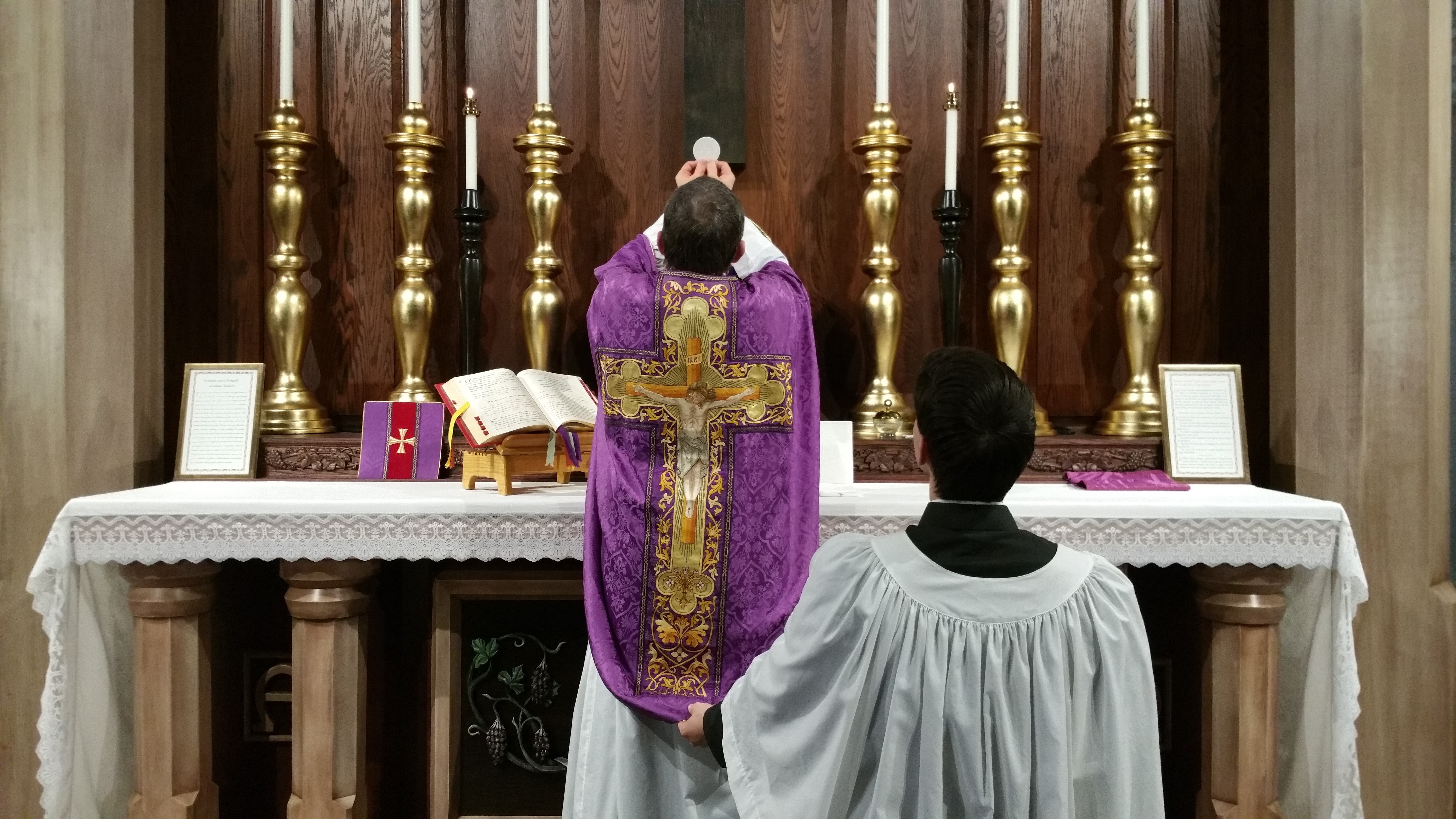
Kněz sloužící tradiční latinskou mši

Katoličtí kněží jsou vysvěceni biskupy ve svátosti kněžského svěcení. Katoličtí biskupové jsou svěceni v nepřerušené linii apoštolské posloupnosti až ke dvanácti apoštolům, kteří jsou uvedeni v katolické bibli. Obřad eucharistie, kterou mohou sloužit pouze kněží, vychází zejména z příběhu Poslední večeře, kdy Ježíš Kristus rozdělil chléb a víno v přítomnosti dvanácti apoštolů a v některých verzích Lukášova evangelia jim přikázal, aby „to činili na mou památku“. (Někteří protestantští kritici zpochybnili historickou přesnost tvrzení o nepřerušené posloupnosti.)
Katolická tradice říká, že apoštolové vybírali další muže, kteří se po nich stali biskupy (episkopoi, řecky „dozorci“) křesťanských obcí, k nimž byli přidruženi presbyteři (presbyteroi, řecky „starší“) a jáhni (diakonoi, řecky „služebníci“). Jak se obce množily a zvětšovaly, biskupové jmenovali stále více presbyterů, kteří předsedali eucharistii místo biskupa ve více obcích v každém regionu. Z diakonátu (jáhenství) se vyvinuli liturgičtí pomocníci biskupa a jeho zástupce pro správu církevních finančních prostředků a programů pro chudé. Dnes si pod pojmem „presbyter“ obvykle představíme kněze, i když Katechismus katolické církve považuje za „kněze“ jak biskupa, tak i kněze.
Pentarchické církve tří prvních svatých synod sdílejí tradici svátosti svěcení, kterou je zajištěna milost apoštolské posloupnosti; patří sem etiopská pravoslavná církev (odštěpení od katolické církve v roce 424), orientální pravoslaví (odštěpení v roce 451) a pravoslavná církev (odštěpení při schizmatu Východ-Západ v roce 1054). Během protestantské reformace Martin Luther a William Tyndale prosazovali kněžství všech věřících, tedy myšlenku, že všichni pokřtění křesťané jsou stejnou měrou součástí posvátného kněžství a že služebné kněžství nemá žádnou skutečnou autoritu nad rámec sboru. Jednalo se o složitou a kontroverzní záležitost, která přispěla k dalšímu rozkolu v rámci reformačního hnutí církve. Lutersko-švédská evangelická církev zachovává svátost svěcení a učení o apoštolské posloupnosti, stejně jako anglikánská církev. Různé protestantské denominace si toto učení vykládají různým způsobem, přičemž některé z nich upouštějí od apoštolské posloupnosti a svěcení jako svátosti, jako například norská a dánská církev, které si ponechávají své monarchy jako pontifexy, svrchované hlavy církevní hierarchie. Mezi různými druhy křesťanských denominací existují různé požadavky na to, aby byl eucharistický obřad platný, pokud jde o to, kdo má dohlížet na svátost eucharistie a být garantem toho, že je svatá bohoslužba řádně vykonána. Existují značné rozdíly zejména pokud jde o přísnost/volnost toho, kdo může svátost přijímat.
Na základě principu církevní ekonomie katolické církevní normy zároveň uznávají za platnou svatou službu denominací vyznávajících Symbolum nicaenum, známé také jako Nicejské vyznání víry, avšak považují ji za nedovolenou. Svěcení kněží v denominacích oddělených od jedné, svaté, apoštolské a katolické (tj. všeobecné) církve držící nepřerušenou apoštolskou posloupnost považují za „objektivně svatokrádežné“. S východními katolickými církvemi sdílí a definuje tzv. prvních sedm ekumenických koncilů. Východní katolické církve neboli orientální katolické církve, nazývané také katolické církve východního obřadu, katolicismus východního obřadu nebo prostě východní církve, představují 23 východních křesťanských partikulárních církví sui iuris (autonomních) katolické církve, které jsou v plném společenství s římským biskupem. Ačkoli se teologicky, liturgicky a historicky liší od latinské církve, jsou všechny v plném společenství s ní i mezi sebou navzájem. Koptská katolická církev je mezi těmito 23 církvemi a není totožná s koptským pravoslavným patriarchátem v Alexandrii. Polská národní katolická církev se sídlem v USA je starokatolická kongregace, která není ve společenství s římskokatolickou církví ani s žádnou jinou církví, s výjimkou jejich stopy apoštolského nástupnictví se starokatolíky v Nizozemsku, avšak součástí je společenství starokatolických církví, které v roce 2008 založila Polská národní katolická církev (Polish National Catholic Church , PNCC) ve Spojených státech poté, co Utrechtská unie začala světit ženy a žehnat svazkům osob stejného pohlaví. Od té doby se rozšířilo o Severskou katolickou církev (Nordic Catholic Church, NCC), kterou založili lidé, kteří se oddělili od Norské církve, luteránsko-evangelické církve pod svrchovaností krále, v odporu k podobným praktikám a rozvinula více katolickou teologii. Severská katolická církev zahrnuje Kristovu katolickou církev německou v Německu jako dceřinou církev, která sleduje svou historii přes starokatolíky Utrechtské unie a Polskou katolickou církev Polské republiky. V roce 2008 se starokatolíci ze Scrantonské unie od Utrechtské unie odtrhli poté, co Utrechtská unie začala světit ženy a žehnat svazkům osob stejného pohlaví. Teprve poté se rozšířila o Severskou katolickou církev. Svatá apoštolská katolická asyrská východní církev drží apoštolskou posloupnost, ale není ve společenství ani s pravoslavnou církví v plném společenství, ani s římskou, ani s orientální pravoslavnou církví. Na rozdíl od evangelicko-luteránského náboženství v Dánsku a Norsku vyznává švédská církev apoštolskou posloupnost a drží svěcení jako svátost. Uznání kněžského svěcení anglikánské církve odmítl v roce 1896 papež Lev XIII. papežskou bulou Apostolicae curae kvůli sporu ve znění anglikánského obřadu, který se datuje od roku 1500.
V době národního socialismu se našlo nespočet kněží, kteří kladli odpor. V mnoha případech jednali proti pokynům svých církevních nadřízených. Mnozí z nich byli popraveni nebo posláni do koncentračních táborů. Rakouský kněz Heinrich Maier, který sám sebe považoval za Miles Christi, stál v čele odbojové skupiny, která mimo jiné předávala Spojencům plány a místa výroby raket V-2, tanků Tiger, Messerschmittů Bf 109, Messerschmittů Me 163 Komet a dalších letadel, která byla pro válku klíčová. Skupina velmi brzy informovala o masovém vyvražďování Židů. Stejně jako Maier bylo mnoho kněží brutálně umučeno gestapem a v koncentračních táborech.
V roce 1965 vydal Druhý vatikánský koncil Presbyterorum ordinis o službě a životě kněží a Optatam totius o výchově kněží.
Od roku 1970 se počet katolických kněží ve světě snížil asi o 5 000 na 414 313 kněží v roce 2012, ale celosvětová katolická populace se téměř zdvojnásobila, když vzrostla z 653,6 milionu v roce 1970 na 1,229 miliardy v roce 2012. To vedlo k celosvětovému nedostatku katolických kněží. V roce 2014 nemělo žádného stálého faráře 49 153 katolických farností. Počet kněží se zvyšuje v Africe a Asii, ale nedrží krok s růstem počtu tamních katolíků. V Evropě a Americe počet kněží klesá rychleji, než klesá počet místních katolíků. To má za následek, že někteří afričtí a asijští kněží jsou přijímáni do evropských a amerických církví, čímž se obrací historická praxe vysílání katolických misionářů ze západních zemí do zbytku světa.
Kněžské svěcení mohou přijímat pouze muži a církev neumožňuje přijetí svěcení transsexuálům.
Od 90. letech 20. století a následujících letech si případy sexuálního zneužívání katolickými kněžími získaly celosvětovou pozornost a objevily se tisíce obviněných kněží a desetitisíce údajných obětí. Církev odhadovala, že za 50 let končících rokem 2009 mělo sexuální styk s nezletilou osobou 1,5 až 5 % katolických kněží, Thomas Plante odhadoval toto číslo na 4 %. Hněv veřejnosti podnítilo odhalení, že mnoho obviněných kněží bylo přeloženo do jiné farnosti, místo aby byli odvoláni ze služby nebo nahlášeni policii. Skandál způsobil, že někteří katolíci opustili církev, ztížil se nábor nových kněží a vedl k miliardám dolarů v soudních sporech a bankrotům, které zvýšily finanční tlak na uzavírání farností s klesajícím počtem členů. V únoru 2019 bylo papežem přiznáno zneužívání řeholnic duchovními, včetně sexuálního otroctví.

## Teologie kněžství
Viz též: Sacerdotalismus

### Pesach a Kristus

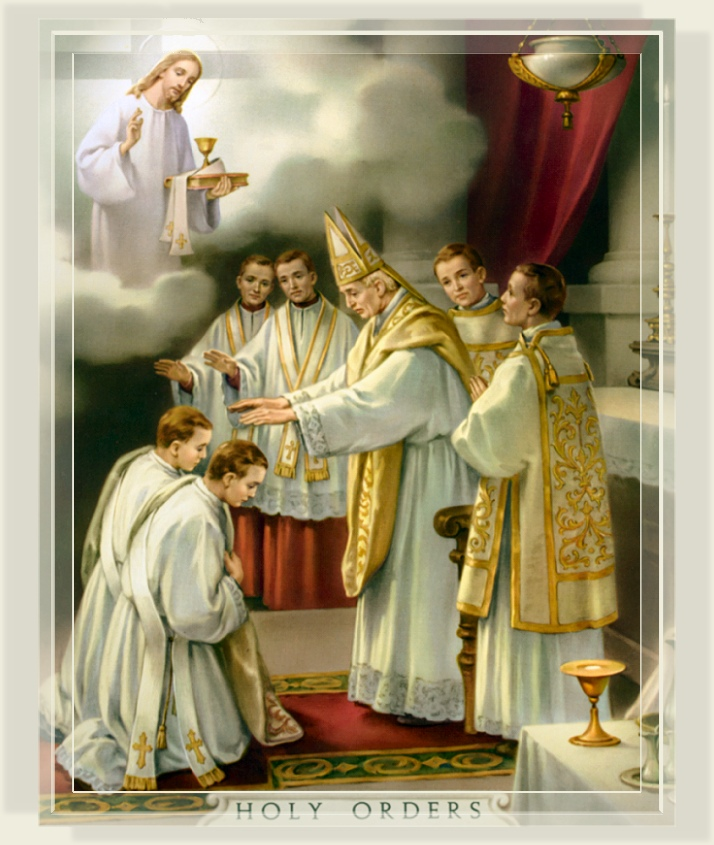
Kněžské svěcení (latinská církev); „svatý obrázek“, 1925

Teologie katolického kněžství vychází z kněžství Kristova a do jisté míry sdílí i prvky starověkého hebrejského kněžství, neboť katolické kněžství je považováno za naplnění kněžství Staré smlouvy. Kněz je ten, kdo předsedá oběti a přináší tuto oběť a modlitby Bohu za věřící. Židovské kněžstvo, které působilo v jeruzalémském chrámu, přinášelo zvířecí oběti v různých obdobích roku z různých důvodů.
V křesťanské teologii je Ježíš Beránkem, kterého sám Bůh ustanovil jako oběť za hříchy světa. Před svou smrtí na kříži Ježíš slavil se svými učedníky velikonoční svátky (poslední večeři) a žehnal chlebu a vínu slovy: „Vezměte a jezte. Toto je mé tělo“ a „Pijte z toho všichni, neboť toto je má krev, krev smlouvy, prolitá na odpuštění hříchů.“ (Matouš 26,26-28 Jeruzalémská Bible). Následujícího dne byly Kristovo tělo a krev viditelně obětovány na kříži.
Katolíci věří, že právě toto tělo, obětované na kříži a vzkříšené třetího dne a spojené s Kristovým božstvím, duší a krví, je zpřítomňováno v každé eucharistické oběti, která se nazývá eucharistie. Katolická církev učí nauku o transsubstanciaci, která říká, že substance neboli podstata chleba a vína se nadpřirozeně mění konsekračními slovy kněze při mešním obřadu. Zároveň však akcidenty (tj. vnější projevy a vlastnosti) zůstávají těmi, které mají chléb a víno: tj. za normálních okolností by vědecká analýza eucharistických prvků ukázala fyzikálně-materiální vlastnosti vína a chleba.
Katoličtí kněží tak při slavení eucharistie spojují každou oběť eucharistických prvků v jednotu s Kristovou obětí. Svým slavením svaté eucharistie uvádějí v přítomnost jedinou věčnou oběť Kristovu na kříži.
Katolická církev učí, že oběť mše svaté a Kristova oběť na kříži jsou jedna a tatáž oběť (jak potvrdily dekrety Tridentského koncilu); „Kristova oběť a oběť eucharistie jsou jedna jediná oběť,“ zatímco židovské pojetí památky říká: „...památka není jen připomínkou minulých událostí..... tyto události se stávají určitým způsobem přítomnými a skutečnými“, a tak „...oběť, kterou Kristus přinesl jednou provždy na kříži, zůstává stále přítomná.“ Správně řečeno, v katolické teologii, jak to vyjádřil svatý Tomáš Akvinský, „pouze Kristus je pravý kněz, ostatní jsou pouze jeho služebníci.“ Katoličtí duchovní se tedy podílejí na jediném, jedinečném Kristově kněžství jako jeho nástroje.

## Vzdělávání
Viz též: Kandidát, Jáhen a Seznam katolických seminářů
Podle kanonického práva katolické církve je kněžství posvátným a trvalým stavem povolání, nikoli pouze profesí (což je důvod pro stav celibátu, který je jím symbolizován). Existují programy formace a studia, jejichž cílem je umožnit budoucímu knězi účinně sloužit jeho službě. Tyto programy jsou vyžadovány kanonickým právem (v latinské církvi kánony 232–264), které také odkazuje na biskupské konference pro místní podrobnější úpravu. Vzdělávání je zpravidla rozsáhlé a trvá nejméně pět nebo šest let v závislosti na národním programu kněžské formace.
- Ve Spojených státech musí mít kněží vysokoškolské vzdělání v oboru filozofie a dalších čtyři až pět let vysokoškolské seminární formace v oboru teologie. Nejběžnějším titulem je magisterský titul (Master of Divinity) z teologie. Mnoho diecézí v USA nyní přidává přípravný (propedeutický) ročník, který aspiranty připravuje na případné filozofické a teologické studium.
- Ve Skotsku je před vstupem do semináře povinná roční příprava věnovaná duchovní formaci, po níž následuje několik let studia.
- V Evropě, Austrálii a Severní Americe seminaristé obvykle získávají titul magistr teologie (Master of Theology) nebo magistr teologických studií (Master of Divinity), což je čtyřletý odborný titul (na rozdíl od titulu magistr umění (Master of Arts), který je akademickým titulem). Nejméně čtyři roky musí být věnovány teologickému studiu ve velkém semináři.[33]
- V Německu a Rakousku získávají kandidáti na kněze akademický titul (Magister theologiae, Diplom-Theologe, Master of Arts in Theology). Studium trvá pět let a předchází mu rok duchovní formace (plus výuka starých jazyků) a po něm následují dva roky pastorační praxe (během níž je kandidát vysvěcen na jáhna). Obvykle kněží tráví celou tuto dobu v semináři s výjimkou jednoho „volného roku“.
- V Africe, Asii a Jižní Americe jsou programy flexibilnější a jsou vytvářeny podle věku a studijních schopností těch, kteří se připravují na kněžské svěcení.

Bez ohledu na to, kde se člověk připravuje na kněžské svěcení, zahrnuje tento proces nejen akademickou, ale také lidskou, sociální, duchovní a pastorační formaci. Cílem seminárního vzdělávání je nakonec připravit muže na to, aby se stali pastýři duší. Nakonec je však za formální povolání ke kněžství zodpovědný každý jednotlivý ordinář (např. biskup nebo generální představený) a kněžské svěcení může udělit pouze biskup. Jakékoli svěcení provedené před běžně stanovenou dobou (před dokončením studia) musí mít výslovný souhlas biskupa.

## Obřad kněžského svěcení

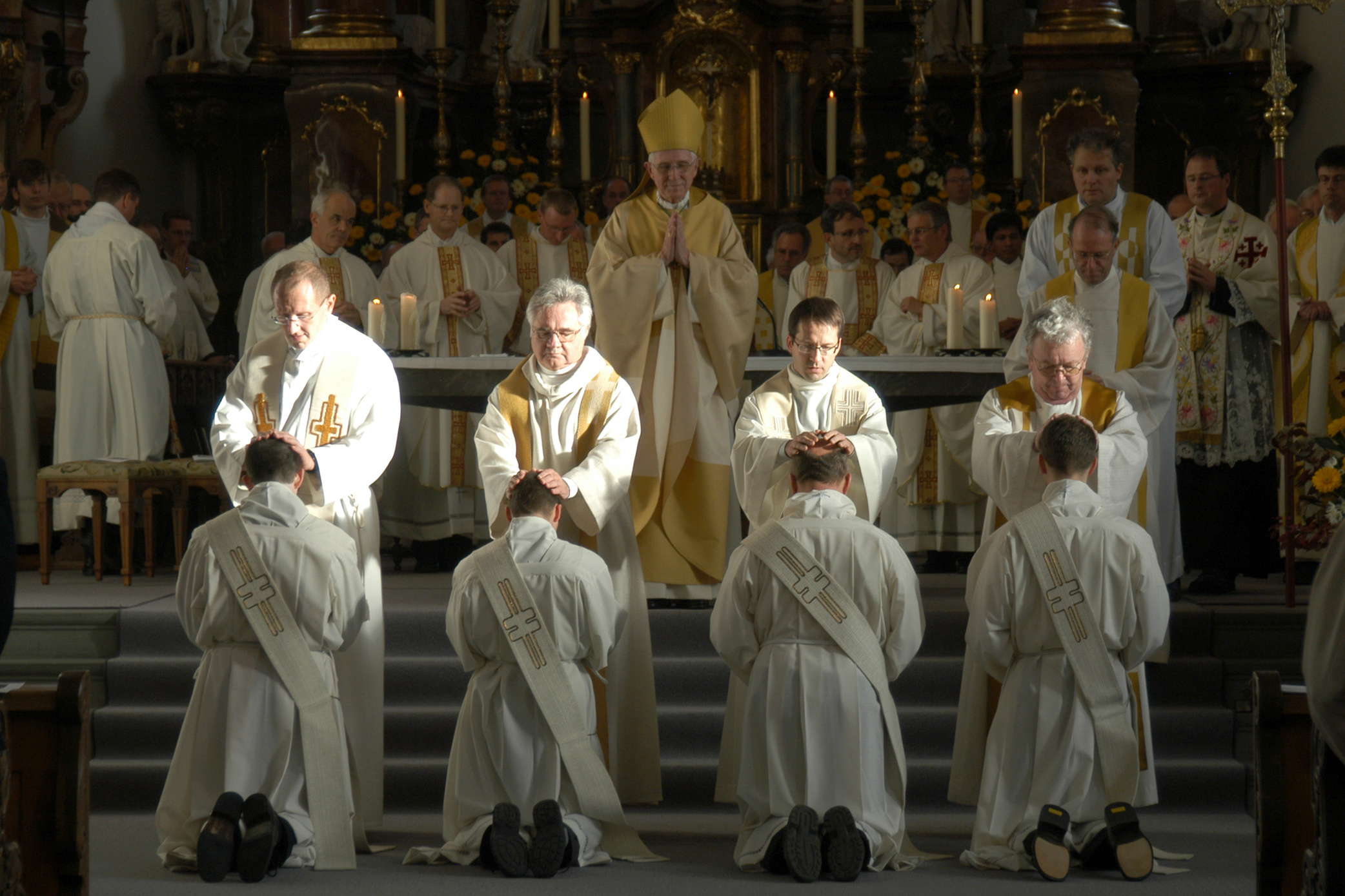
Při obřadu svěcení vkládají přítomní kněží po biskupovi ruce na svěcence

Erb katolického kněze

Hlavní článek: Svěcení v katolické církvi
Obřad kněžského svěcení je to, co z člověka dělá kněze, který již byl jáhnem. Udělovatelem kněžského svěcení je platně vysvěcený biskup.
Obřad svěcení se koná v rámci mše svaté. Poté, co jsou kandidáti předvoláni a představeni shromáždění, jsou vyslechnuti. Každý z nich slíbí, že bude svědomitě plnit kněžské povinnosti a že bude respektovat a poslouchat svého představeného (biskupa nebo řeholního představeného). Poté kandidáti leží v prostraci před oltářem, zatímco shromáždění věřící poklekají a modlí se o pomoc všech svatých při zpěvu litanií ke svatým. Podstatnou částí obřadu je chvíle, kdy biskup v tichosti vkládá ruce na každého kandidáta (následován všemi přítomnými kněžími), načež pronese konsekrační modlitbu adresovanou Bohu Otci, v níž vzývá moc Ducha svatého na ty, kdo jsou vysvěcováni. Po konsekrační modlitbě je nově vysvěcený obléknut do štoly a ornátu příslušníků služebného kněžství a poté mu biskup pomaže ruce křižmem, než mu předá kalich a paténu, které bude používat při předsedání eucharistii.

## Kněžský celibát
Hlavní článek: Kněžský celibát v katolické církvi

### Rané křesťanství
První křesťané byli Židé a židovská tradice vždy považovala manželský stav za duchovnější než celibát. Některé křesťanské tradice však přikládají cudnosti vyšší duchovní hodnotu. Podle Bible měl apoštol Petr manželku na základě evangelijních příběhů o Petrově tchyni nemocné horečkou – Mt 8, 14 (Kral, ČEP); Mk 1, 29 (Kral, ČEP); Lk 4, 38 (Kral, ČEP); a na základě Pavlovy zmínky, že Petr si do své služby vzal věřící manželku – 1Kor 9, 5 (Kral, ČEP). V 1Kor 7 (Kral, ČEP) Pavel jasně říká, že celibát je nadřazen manželskému stavu: „ Svobodným a vdovám pravím, že je pro ně lépe, když zůstanou tak jako já.... Já bych však chtěl, abyste neměli starosti. Svobodný se stará o věci Páně, jak by se líbil Bohu, ale ženatý se stará o světské věci... Žena bez manžela nebo svobodná dívka se stará o věci Páně, aby byla svatá tělem i duchem. Provdaná se stará o světské věci [...] To vám říkám, abych vám pomohl, ne abych vás uvedl do nesnází, ale abyste žili důstojně a věrně lnuli k Pánu bez rozptylování. ... Takže kdo se ožení se svou snoubenkou, jedná dobře, ale kdo se neožení, udělá lépe.“
Myšlenka kněžského celibátu byla od svého počátku předmětem sporů u kanonických soudů, v teologii i v náboženské praxi. Celibát římskokatolických kněží byl podle kanonického práva pro univerzální církev nařízen až na druhém lateránském koncilu v roce 1139.
Elvírská synoda ve Španělsku (asi 305–306) byla první synodou, která požadovala kněžský celibát. V únoru 385 napsal papež Siricius dekretál Directa ad decessorem, což byl dlouhý dopis španělskému biskupovi Himeriovi z Tarragony, který odpovídal na biskupovy žádosti týkající se různých témat, jež byly o několik měsíců dříve zaslány papeži Damasovi I. Byl to první z řady dokumentů vydaných církevním magisteriem, které se hlásily k apoštolskému původu kněžského celibátu.

### Po velkém schizmatu
Během jednoho století po velkém schizmatu v roce 1054 dospěly východní a západní církve k rozdílným pravidlům, pokud jde o sexuální zdrženlivost v manželství. Na Východě mohli kandidáti kněžství uzavírat manželství s povolením mít pravidelný sexuální styk se svými manželkami, ale museli se zdržet před slavením eucharistie. Nesezdaný člověk, který byl jednou vysvěcen, se nemohl oženit. Křesťanský Východ navíc vyžadoval, aby se kněz předtím, než se stane biskupem, odloučil od své manželky (ta směla vznést námitky), přičemž ona se obvykle stala jeptiškou. Na Východě se běžněji biskupové vybírají z těch kněží, kteří jsou mnichy, a jsou tedy svobodní.
Na Západě byl zákon o celibátu zaveden papežem Řehořem VII. na římské synodě v roce 1074. Tento zákon nařizoval, že muž nesmí být ženatý, aby se mohl stát kandidátem kněžského svěcení. Tento zákon zůstává v platnosti v latinské církvi, i když ne pro kněze východních katolických církví, kteří nadále dodržují vlastní disciplínu. (Tyto církve po schizmatu buď zůstaly v plném společenství s Římem, nebo se do něj vrátily, na rozdíl například od pravoslavné církve, která je nyní zcela samostatná). Otázka povinného celibátu v latinské církvi je stále předmětem diskusí.

## Povinnosti katolického kněze
Biskupové, kněží a jáhni, kteří se chtějí stát kněžími, musí se také denně modlit velkou i malou liturgii hodin neboli božské oficium, což je praxe, kterou dodržují i nevysvěcené osoby v některých řeholních řádech.
Kněz, který je farářem, je zodpovědný za správu katolické farnosti, obvykle s jednou církevní budovou určenou k bohoslužbám (a obvykle s nedalekou rezidencí), a za péči o duchovní potřeby katolíků, kteří do farnosti patří. To zahrnuje vykonávání obřadů sedmi svátostí katolické církve a duchovní vedení lidí. Mohou mu pomáhat další diecézní kněží a jáhni a slouží pod místním diecézním biskupem, který má na starosti mnoho farností na území diecéze nebo arcidiecéze. V některých případech se kvůli nedostatku kněží a nákladům na kněze na plný úvazek pro vylidněné farnosti může o správu několika farností dělit tým kněží in solidum.
Podle katolické nauky je k vysluhování svátosti eucharistie, zpovědi a pomazání nemocných nutný kněz nebo biskup. Jáhni mohou rozdávat svaté přijímání poté, co kněz nebo biskup posvětil chléb a víno, a za mimořádných okolností tak mohou činit i laici, tzv. mimořádní služebníci svatého přijímání. Kněží a jáhni obvykle křtí, ale za mimořádných okolností může křtít každý katolík. V případech, kdy osoba zemře před provedením křestního obřadu, uznává katolická církev také křest touhy, kdy si osoba přála být pokřtěna, a křest krve, kdy je osoba umučena pro svou víru.
Podle kanonického práva obvykle vykonává („asistuje“) svátostný sňatek farář nebo biskup, případně jiný jimi pověřený kněz nebo jáhen, ale pokud je to nepraktické a pokud to podpoří biskupská konference a Svatý stolec, může být tato úloha svěřena laikovi. V naléhavých případech může pár vykonat obřad sám, pokud jsou přítomni dva svědci. Církevní nauka říká, že je to pár, který si skutečně uděluje manželství, a duchovní pouze asistuje a svědčí o tom, že to bylo provedeno správně.

## Východní katolické církve

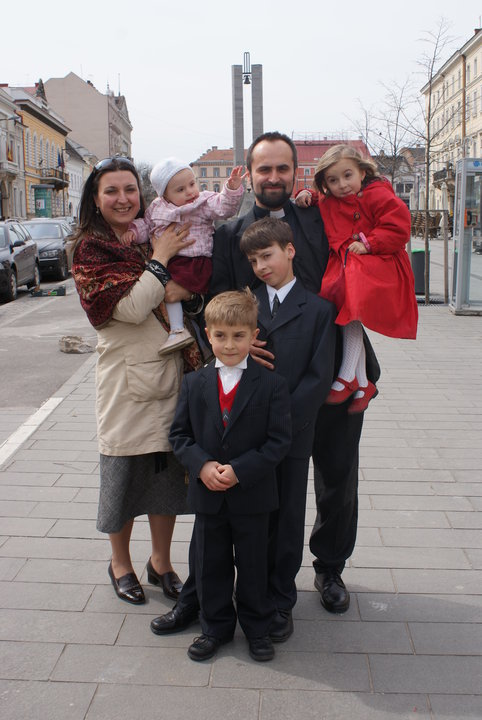
Ženatý rumunský východní katolický kněz s rodinou

Katolická církev má pro kněžství ve 23 východních katolických církvích jiná pravidla než v latinské církvi. Hlavní rozdíl spočívá v tom, že většina východních katolických církví světí ženaté muže, zatímco latinská církev až na výjimky prosazuje povinný kněžský celibát. Tento problém vyvolal napětí mezi katolíky v některých situacích, kdy východní církve zřídily farnosti v zemích se zavedenou latinsko-katolickou populací. V Americe a Austrálii vedlo toto napětí k zákazům ženatých východních katolických kněží, které papež František v roce 2014 zrušil.
V zemích východního křesťanství se děti kněží často stávaly kněžími a vdávaly se v rámci své sociální skupiny, čímž se v některých východních křesťanských komunitách vytvořila pevně spjatá dědičná kasta.

## Demografické údaje
Hlavní článek: Nedostatek kněží
Celosvětově se počet kněží od roku 1970 poměrně ustálil a klesl asi o 5 000. Tato stagnace je způsobena vyrovnáváním velkého nárůstu v Africe a Asii a výrazným poklesem v Severní Americe a Evropě.

### Historický počet kněží
Tabulky zahrnují diecézní i řeholní kněze dohromady.
| 1970 | 419,728 | —     |
| 1975 | 404,783 | −3.6% |
| 1980 | 413,600 | +2.2% |
| 1985 | 403,480 | −2.4% |
| 1990 | 403,173 | −0.1% |
| 1995 | 404,750 | +0.4% |
| 2000 | 405,178 | +0.1% |
| 2005 | 406,411 | +0.3% |
| 2010 | 412,236 | +1.4% |
| 2014 | 414,313 | +0.5% |

| 1950 | 43  | —       |
| 1969 | 105 | +144.2% |
| 1980 | 90  | −14.3%  |
| 1990 | 119 | +32.2%  |
| 2000 | 140 | +17.6%  |
| 2004 | 137 | −2.1%   |
| 2010 | 131 | −4.4%   |
| 2014 | 145 | +10.7%  |

| 1950 | 14,690 | —      |
| 1970 | 12,100 | −17.6% |
| 1980 | 12,741 | +5.3%  |
| 1990 | 9,912  | −22.2% |
| 2000 | 6,989  | −29.5% |
| 2004 | 6,366  | −8.9%  |
| 2013 | 5,595  | −12.1% |

| 1955 | 40,000 | —      |
| 1978 | 32,475 | −18.8% |
| 2003 | 17,473 | −46.2% |
| 2006 | 15,440 | −11.6% |
| 2013 | 14,000 | −9.3%  |

| 1950 | 601 | —      |
| 1969 | 524 | −12.8% |
| 1980 | 457 | −12.8% |
| 1990 | 352 | −23.0% |
| 2004 | 248 | −29.5% |
| 2013 | 205 | −17.3% |

| 1848 | 2,218 | —       |
| 1912 | 6,500 | +193.1% |

| 1949 | 45  | —      |
| 1969 | 80  | +77.8% |
| 1980 | 99  | +23.8% |
| 1990 | 110 | +11.1% |
| 2000 | 134 | +21.8% |
| 2004 | 151 | +12.7% |
| 2010 | 156 | +3.3%  |
| 2014 | 159 | +1.9%  |

| 1970 | 2,877 | —      |
| 1989 | 2,100 | −27.0% |
| 2009 | 1,441 | −31.4% |

| 1980 | 10,192 | —      |
| 1990 | 11,641 | +14.2% |
| 2000 | 14,176 | +21.8% |
| 2010 | 16,856 | +18.9% |

| 1930 | 27,000 | —      |
| 1950 | 50,500 | +87.0% |
| 1965 | 58,632 | +16.1% |
| 1970 | 59,192 | +1.0%  |
| 1975 | 58,909 | −0.5%  |
| 1975 | 58,909 | −0.5%  |
| 1980 | 58,398 | −0.9%  |
| 1985 | 57,317 | −1.9%  |
| 1990 | 52,124 | −9.1%  |
| 1995 | 49,054 | −5.9%  |
| 2000 | 45,699 | −6.8%  |
| 2005 | 41,399 | −9.4%  |
| 2010 | 39,993 | −3.4%  |
| 2015 | 37,192 | −7.0%  |